# 北四国
北四国（きたしこく）とは、四国4県のうち香川県と愛媛県をあわせた地域を指す名称。

## 概要
北四国に対し、徳島県と高知県を南四国と呼ぶ。ただし地理的には、徳島県と愛媛県は緯度的には重なっており、むしろ徳島県がやや北に位置している。おおむね瀬戸内海に面した北四国に対し、南四国は太平洋に面している割合が高い。北四国の2県は瀬戸内工業地域の一部であり、太平洋ベルトの一部でもある。
1975年（昭和50年）までは、夏の高校野球の予選として北四国大会が行われるなど、一般にもなじんだ呼び名だったが、現在では各県ごとの予選（夏の場合）となっている。また、四国各地を結ぶ「四国横断自動車道」の開通など交通の便が改善されたこともあり、現在では「北四国」の名称ばかりか、四国を南北2つにブロック分けすることも少なくなっている。むしろ近年は、徳島県と香川県で「東四国」、高知県と愛媛県で「西四国」と呼ばれることの方が多くなっている。
なお、北四国と南四国の境界は四国山地と誤解されることがあるが、四国山地は高知県と愛媛県・徳島県とを隔てている。また、徳島県と香川県は比較的標高の低い讃岐山脈で隔てられている。
因みに気象庁における予報用語では香川県・愛媛県東予・中予地方に徳島県北部を加えた地域を「四国の瀬戸内海側」と定義していて、概ね北四国のエリアと一致する。
北四国における交通路はJR予讃線・JR高徳線・高松自動車道・松山自動車道・国道11号などがある。

## 中国地方との結びつき
この地域は、瀬戸内海を挟んだ中国地方との経済や人的な結びつきが強く、特に香川県は岡山県と、愛媛県は広島県とのかかわりが伝統的に深い（ただし、香川県の東讃地域は中国地方よりもむしろ近畿地方との結びつきが強く、愛媛県の南予地域は豊後水道を挟んだ大分県との結びつきも強い）。
たとえば方言が似ていたり、対岸の放送が受信できる（岡山県と香川県は同一の放送対象地域となっている）など、文化面でも結びつきがみられる。また、本州四国連絡橋の開通によって交通の利便性が向上した。一方で四国内の交通も、高速道路の延伸や鉄道の高速化などがされている。

## 名称として
在地（特に香川県）の団体を中心に、企業や任意団体の名前として「北四国」が用いられる例がある。